# Abbaye San Pietro a Cerreto
L'abbaye San Pietro a Cerreto (en italien, Badia di San Pietro a Cerreto) est une ancienne abbaye camaldule dont les bâtiments se trouvent en Italie, à Gambassi Terme, dans la province de Florence, à quelques kilomètres de la rivière Elsa.

## Histoire
La première mention écrite de l'abbaye remonte à octobre 1059 quand l'église Saint-Pierre (San Pietro) est donnée par Bonizza de Petronilla au monastère des Camaldules de Poppi. les Camaldules édifient un ermitage près de l'église, entre 1059 et 1072.
En 1073, l'évêque du diocèse de Volterra, Erimanno, cède à l'abbé des Camaldules, Rustico, l'abbaye voisine d'Elmi. L'abbaye est mêlée aux troubles qui opposent l'évêque Pagano à la commune de San Gimignano, ce qui provoque des dégâts considérables, comme il est documenté dans un acte de 1230.
L'abbaye obtient en 1276 une exonération de la dîme et, à la fin du XIVe siècle, elle croît de manière importante à tel point que les moines de l'abbaye d'Elmi s'installent de manière permanente dans ce monastère de Sancti Petri de Cerreto. Le monastère demeure indépendant jusqu'en 1421, lorsqu'il est uni par Martin V au monastère camaldule de Sainte-Marie-des-Anges de Florence avec toutes ses dépendances. En 1576, il n'y avait plus qu'un seul abbé coadjuteur et trois moines prêtres. Le monastère est supprimé le 15 octobre 1652 par une bulle d'Innocent X et le patronage est laissé à Sainte-Marie-des-Anges. Seule l'église conventuelle demeure au culte ; en 1924, elle est patronnée par le royaume d'Italie.
Les anciens bâtiments monastiques remplissent diverses fonctions, devenant fabrique, puis habitation privée. Ils ont été restaurés à partir des années 1970.

## Architecture et patrimoine artistique

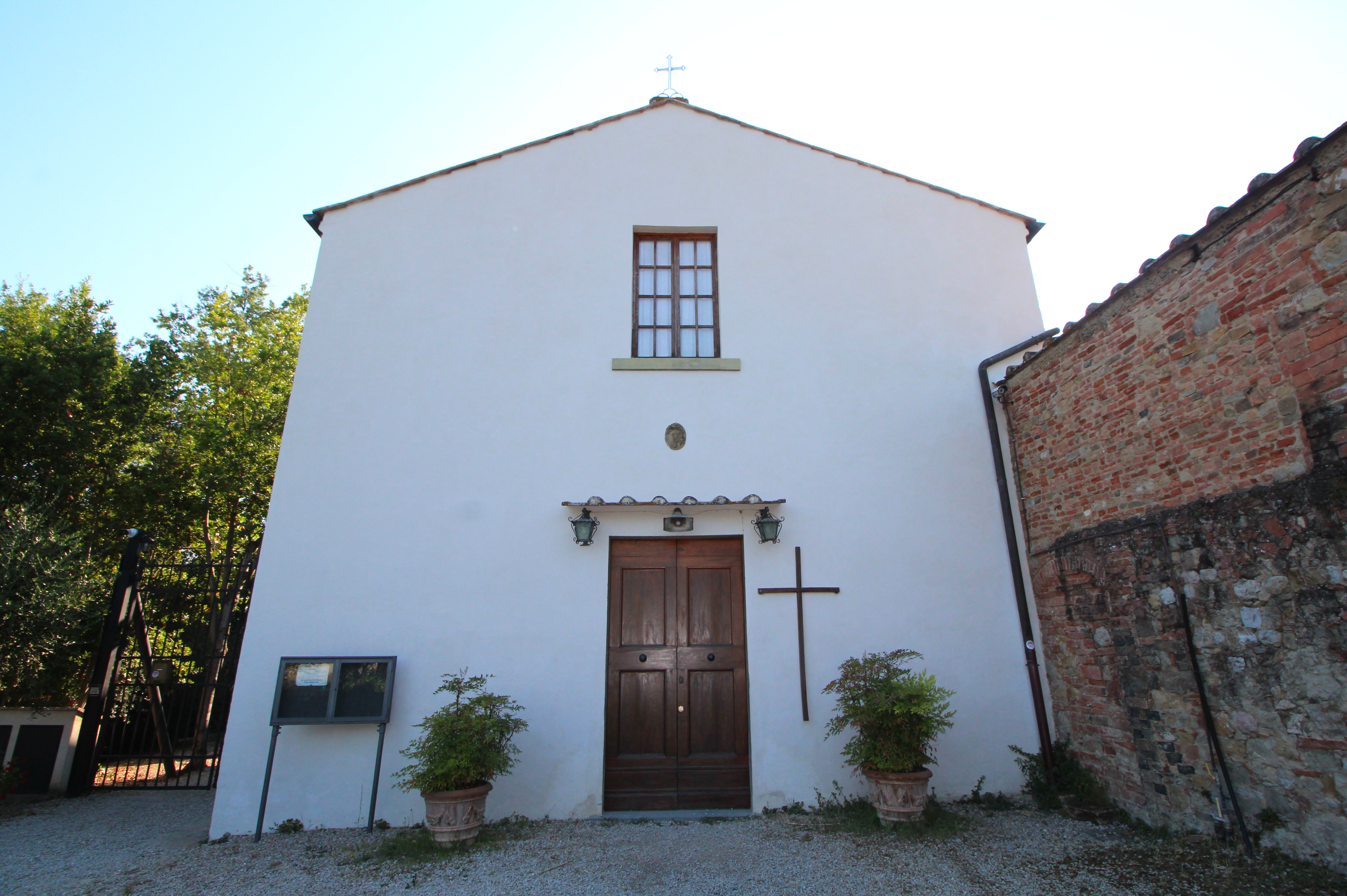
Façade de l'abbatiale.

L'église conventuelle est de plan rectangulaire avec abside. Elle était plus grande à l'origine, mais a été réduite en longueur à partir de la tribune.

### Abbatiale

#### Extérieur
La façade de l'église abbatiale est entièrement en plâtre et ne présente aucun intérêt particulier, mis à part le blason de pierre des Camaldules. De la tribune, il demeure des restes de parois sur les côtés de l'abside dont il ne demeure que les fondations semi-circulaires réalisées en pierres de taille en grès. La partie gauche de la tribune sert de base au campanile. La paroi de gauche montre une grande fenêtre murée avec une archivolte monolithique. Près du sanctuaire du chœur, on trouve la moitié d'un portail arqué en plein cintre de grès. Le côté septentrional est caractérisé par des signes importants de ruptures dans la structure qui, dans le passé, ont dû nécessiter de nombreuses mesures de consolidation.

#### Intérieur

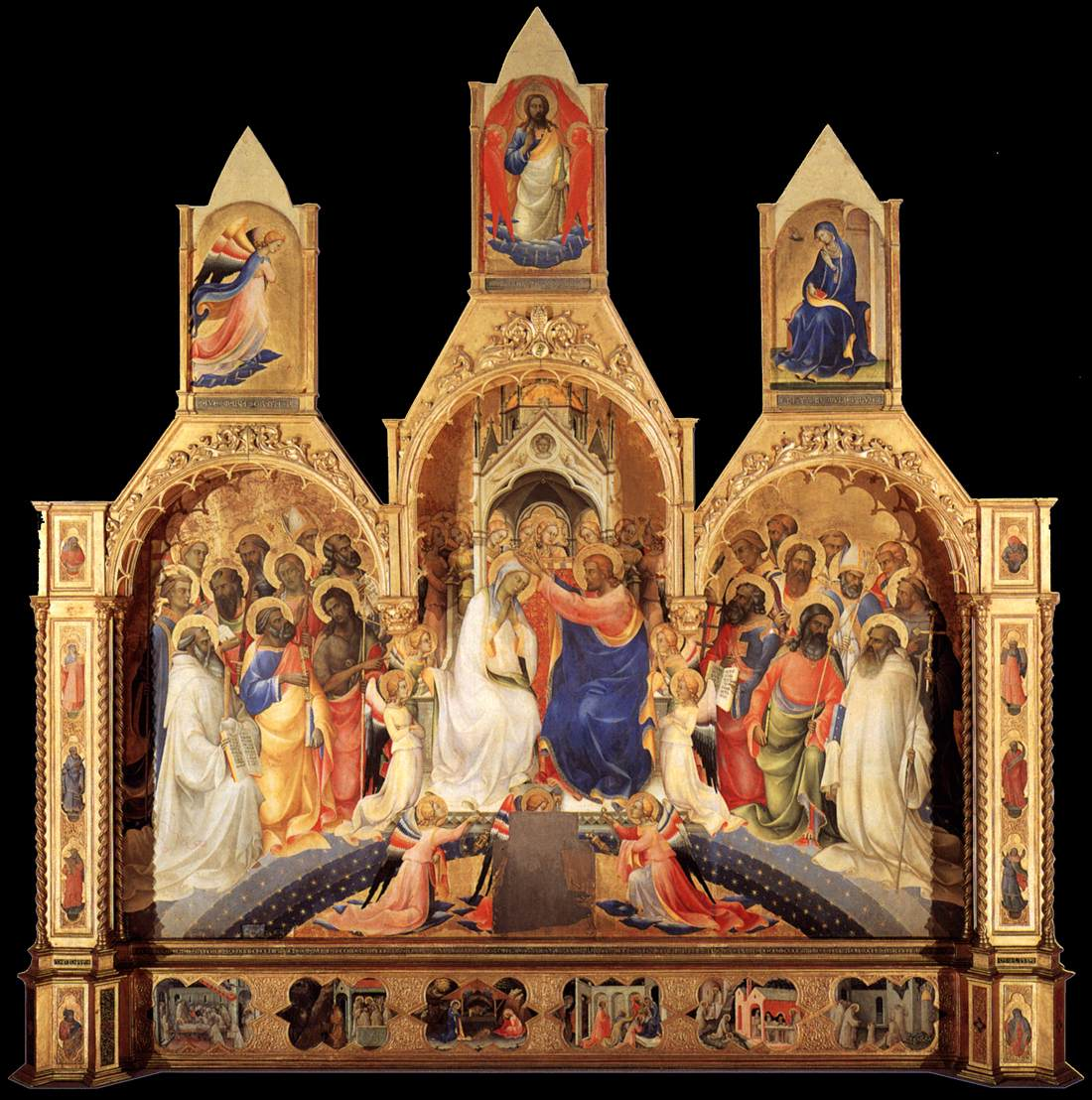
Le Couronnement de la Vierge (Lorenzo Monaco, 1414) qui se trouvait ici entre le.

L'intérieur présente une couverture de bois qui s'appuie sur huit colonnes à chapiteaux de grès décorés de motifs végétaux. Des traces de l'époque des Camaldules sont encore présentes avec des bustes peints de moines camaldules, une peinture de Francesco Soderini (1726) représentant La Vierge à l'Enfant entre sainte Monique et saint Augustin, concédée par la Galleria fiorentine en échange du Couronnement de la Vierge de Lorenzo Monaco, qui se trouve aujourd'hui au musée des Offices : le panneau réalisé en 1414 pour le monastère florentin de Sainte-Marie-des-Anges a été transféré à l'abbaye San Pietro a Cerreto à la fin du XVIe  jusqu'à son transfert au  XIXe siècle aux Offices.

### Monastère
Les anciens bâtiments monastiques sont désormais une demeure privée.
Le cloître présente deux ordres de colonnes en terre cuite : les colonnes inférieures ont un pied et un chapiteau tronconiques, semblables à ceux de l'église Santi Tommaso e Prospero de Certaldo, et s'appuient sur des arcs en brique avec une clé en grès ; les colonnes supérieures présentent une colonne dotée d'un chapiteau ongulé décoré à la base de motifs géométriques, très similaires aux chapiteaux de la Pieve di Santa Maria Assunta a Cellole (it), et supportant une toiture de bois ; toutes les ouvertures sont murées aujourd'hui.

## Source de la traduction
- (it) Cet article est partiellement ou en totalité issu de l’article de Wikipédia en italien intitulé « Badia di San Pietro a Cerreto » (voir la liste des auteurs).